# Dieter Berner

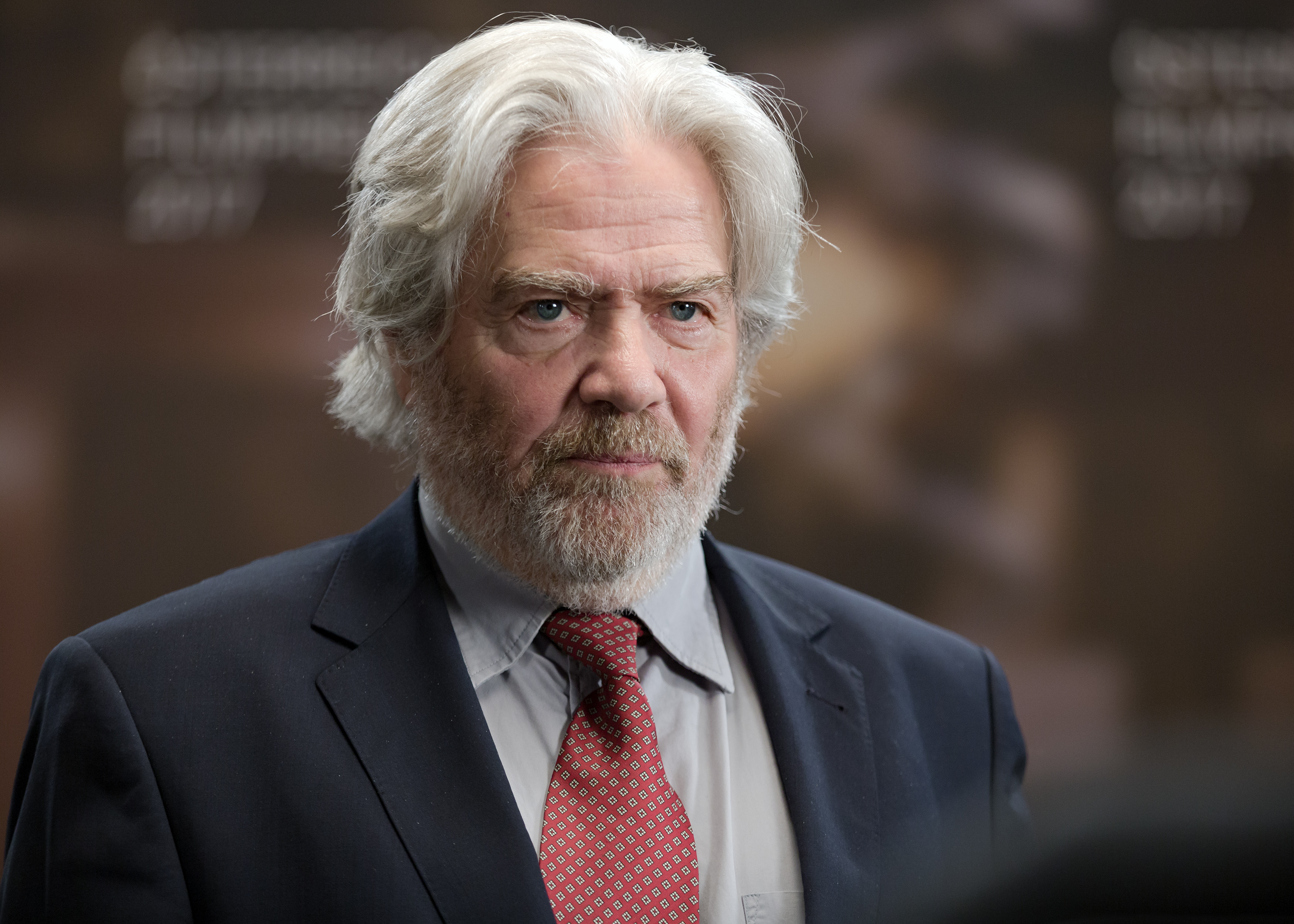
Dieter Berner (Österreichischer Filmpreis 2017)

Dieter Berner (* 31. August 1944 in Wien) ist ein österreichischer Film- und Theaterregisseur, Schauspieler und Drehbuchautor.

## Leben
Nach der Matura besuchte Dieter Berner das Reinhardt-Seminar in Wien und Berlin, anschließend war er für zwei Jahre als Schauspieler am Wiener Volkstheater beschäftigt. 1968 gründete er zusammen mit dem Schauspieler Werner Prinz und dem Regisseur Wolfgang Quetes eine eigene Theatergruppe, das Theater der Courage in Wien. Die Truppe beschäftigte sich mit Gegenwartsautoren und arbeitete als Kollektiv nach den Prinzipien des Mitbestimmungstheaters. Es folgten Studienaufenthalte an der Schaubühne am Halleschen Ufer in Berlin bei Peter Stein, Theaterinszenierungen in Kassel, am Theater am Neumarkt in Zürich, am Akademietheater und am Volkstheater in Wien. Seit 1973 ist Dieter Berner hauptsächlich als Filmregisseur tätig, er schreibt auch Drehbücher und spielt in Kinofilmen, u. a. die Hauptrolle in dem Film Der siebente Kontinent von Michael Haneke.
Überregional wurde Dieter Berner als Filmregisseur mit den sechs Filmen der vielfach prämierten Alpensaga bekannt, einer mit den Autoren Peter Turrini und Wilhelm Pevny entwickelten Familien- und Dorfchronik, die für Österreich identitätsstiftende Maßstäbe gesetzt hat. Mit dem TV-Vierteiler über die 1849er Revolution Lenz oder die Freiheit nach dem gleichnamigen Roman von Stefan Heym und mit den vier Filmen der Arbeitersaga, entstanden zwischen 1985 und 1991, setzte Dieter Berner seine Linie der Geschichtsbeschreibung aus der Perspektive von unten fort. Während Das Plakat und Die Verführung zeitlich  in den Jahren 1945 und 1961 in Österreichs Kriegsendphase bzw. in den beginnenden 1960er Jahre spielen, sind die beiden anderen Teile der Arbeitersaga, Müllomania und Das Lachen der Maca Darac Darstellungen von 1986 bzw. 1991, die Österreich als eine „surreale Skandalrepublik“ zeigen. „Das Abenteuer der Lebensbewältigung der sogenannten kleinen Leute, der Kampf um bessere Lebensbedingungen erscheint bei ihm als das treibende Moment jeder Geschichte und der Geschichte überhaupt“.
Seit 1983 lehrt Dieter Berner Filmregie und Drehbuchschreiben an verschiedenen Filmakademien in Wien, München und Berlin. 2004 bis 2009 unterrichtete er in Potsdam auf dem Gelände der Medienstadt Babelsberg als Universitätsprofessor an der Filmuniversität Babelsberg Konrad Wolf, wo unter seiner Regie – in einer von ihm entwickelten neuen Technik der kollektiven Szenenerarbeitung – die zwei international beachteten Spielfilme Berliner Reigen und Krankheit der Jugend entstanden. 2016 inszenierte er den Spielfilm Egon Schiele: Tod und Mädchen  mit Valerie Pachner als Wally Neuzil, Maresi Riegner als Schieles Schwester Gerti und Noah Saavedra als Egon Schiele.
Dieter Berner ist der Bruder des Psychoanalytikers und Psychiaters Wolfgang Berner. Er war in erster Ehe mit der Schauspielerin Burgl Mattuschka verheiratet, in zweiter Ehe mit der Autorin Hilde Berger und ist Vater von drei Söhnen Georg Berner, Max Berner und Julian Berner.

## Filmografie
- 1972: Briefe von gestern, TV, 88 Min.
- 1972: Wildwechsel (von Franz Xaver Kroetz); Aufführung des Theater der Courage, Wien (Fernsehfilm ORF)
- 1975: Wo seine Wäsche, TV, 30 min., Regie/Buch (mit Käthe Kratz)
- 1976–1980: Die Alpensaga, TV, sechs Teile à 90 min., Regie
- 1980: Das Menschenkindl, TV, 30 min., Regie/Buch (mit Hilde Berger)
- 1981: Der richtige Mann, 105 min., Regie/Buch (mit Hilde Berger)
- 1981: Niemandsland, TV, 100 min., Regie
- 1984: Ich oder du, Kino, 90 min., Regie/Buch (mit Peter Mazzuchelli)
- 1985–1986: Lenz oder die Freiheit, TV, vier Teile à 90 min., Regie/Buch (mit Hilde Berger nach dem gleichnamigen Roman von Stefan Heym)
- 1985–1987: Die Arbeitersaga – Teil 2: Die Verlockung, TV, 90 min., Regie
- 1988: Die Arbeitersaga – Teil 3: Müllomania, TV, 90 min., Regie
- 1989: Der siebente Kontinent, Kino, 104 min., Hauptdarsteller (Regie: Michael Haneke)
- 1989: Die Arbeitersaga – Teil 1: Das Plakat,  TV, 90 min., Regie
- 1991: Die Arbeitersaga – Teil 4: Das Lachen der Maca Darac, TV, 90 min., Regie/Buch (mit Peter Turrini)
- 1992–1993: Auf eigene Gefahr, TV, Pilot 90 min. + sieben Teile à 50 min., Regie/Buch (Pilot, mit Hilde Berger)
- 1994: Joint Venture, Kino, 90 min, Regie (nach einem Drehbuch von Hilde Berger)
- 1995: Auf eigene Gefahr, TV, vier Teile à 50 min., Regie
- 1996–1997: Kids von Berlin, TV, Pilot 90 min. + fünf Teile à 45 min., Regie
- 1998: Endlich Schluss, TV, 55 min., Regie/Buch (nach einem Theaterstück von Peter Turrini)
- 1999: Die Verhaftung des Johann Nepomuk Nestroy, TV, 90 min., Regie/Buch (nach einer Novelle von Peter Turrini)
- 1999: Tatort – Tödliches Labyrinth, TV, 90 min., Regie
- 2005: Tatort – Die schlafende Schöne, TV, 90 min, Regie/Buch
- 2006: Berliner Reigen, Kino, 85 min., Regie
- 2006: Tatort – Sonnenfinsternis, TV, 90 min, Regie
- 2007: Tatort – Die Anwältin, TV, 90 min, Regie
- 2009: Krankheit der Jugend, Kino, 91 min, Regie
- 2016: Egon Schiele: Tod und Mädchen, Kino, 109 min, Regie/Buch (nach dem Roman von Hilde Berger: Tod und Mädchen. Egon Schiele und die Frauen)
- 2022: Alma und Oskar, Kino, 89 min., Regie/Buch (nach dem Roman von Hilde Berger: Die Windsbraut)

## Theaterstücke
- 1982: Kaldewey Farce, Wiener Bühnenfassung des Theaterstückes von Botho Strauß, Uraufführung 1982 im Akademietheater Wien (mit Erika Pluhar, Maria Bill, Joachim Bißmeier)
- 1989: Bezahlt wird nicht, Wiener Bühnenfassung des Theaterstückes von Dario Fo, Uraufführung 1989 im Volkstheater Wien (mit Heinz Petters, Andreas Vitasek)
- 2002: Johnny Johnson, Übersetzung und Bearbeitung des Musicalplays von Kurt Weill/Paul Green, Uraufführung 2002 in Dessau
- 2011: Ralph und Carol von Joe DiPietro, in den Wiener Kammerspielen (mit Otto Schenk in der Hauptrolle)
- 2012: Chuzpe, Bühnenfassung nach dem Roman You gotta have balls von Lily Brett, Uraufführung November 2012 in den Wiener Kammerspielen (mit Otto Schenk in der Hauptrolle)

## Auszeichnungen
- 1968: Karl-Skraup-Preis für den besten Nachwuchsspieler
- 1976: Bronzene Truhe beim Internationalen Festival der Fernsehspiele in Sofia für Wo sein Wäsche
- 1976: Großer Preis der internationalen Pressejury beim 13. Internationalen FS Festival in Prag
- 1976: Österreichischer Volksbildungspreis für Wo sein Wäsche
- 1978: Silberne Nymphe beim TV-Festival Monte Carlo für Der Kaiser am Lande (2. Folge Alpensaga)
- 1978: British Academie Award Certificate of Merit, für Der Kaiser am Lande(2. Folge Alpensaga)
- 1979: Österreichischer Volksbildungspreis für Der Deutsche Frühling (5. Folge Alpensaga)
- 1980: Premio Ondas Barcelona für Der Deutsche Frühling (5. Folge Alpensaga)
- 1983: Teleconfronta per la miglior serie TV, Preis der Region Toscana für Alpensaga
- 1989: mit Die Verlockung Teilnahme am offiziellen Programm der Berlinale (2. Folge Arbeitersaga)
- 1995: mit Joint Venture Competition in Karlovy Vary, CZ
- 2000: Goldene Romy (österr. Film- u. Fernsehpreis) für Die Verhaftung des Johann Nepomuk Nestroy, Bestes Drehbuch gemeinsam mit Peter Turrini.
- 2007: mit Berliner Reigen Competition Festival Nouveau Cinema, Montreal, Canada
- 2017: mit „Egon Schiele: Tod und Mädchen“ Österreichischer Filmpreis 2017, nominiert für Beste Regie und Bestes Drehbuch (gemeinsam mit Hilde Berger)
- 2017: mit „Egon Schiele: Tod und Mädchen“ österr. Film- und Fernsehpreis Romyverleihung 2017, ausgezeichnet für Bestes Drehbuch (gemeinsam mit Hilde Berger)